# Landvorm

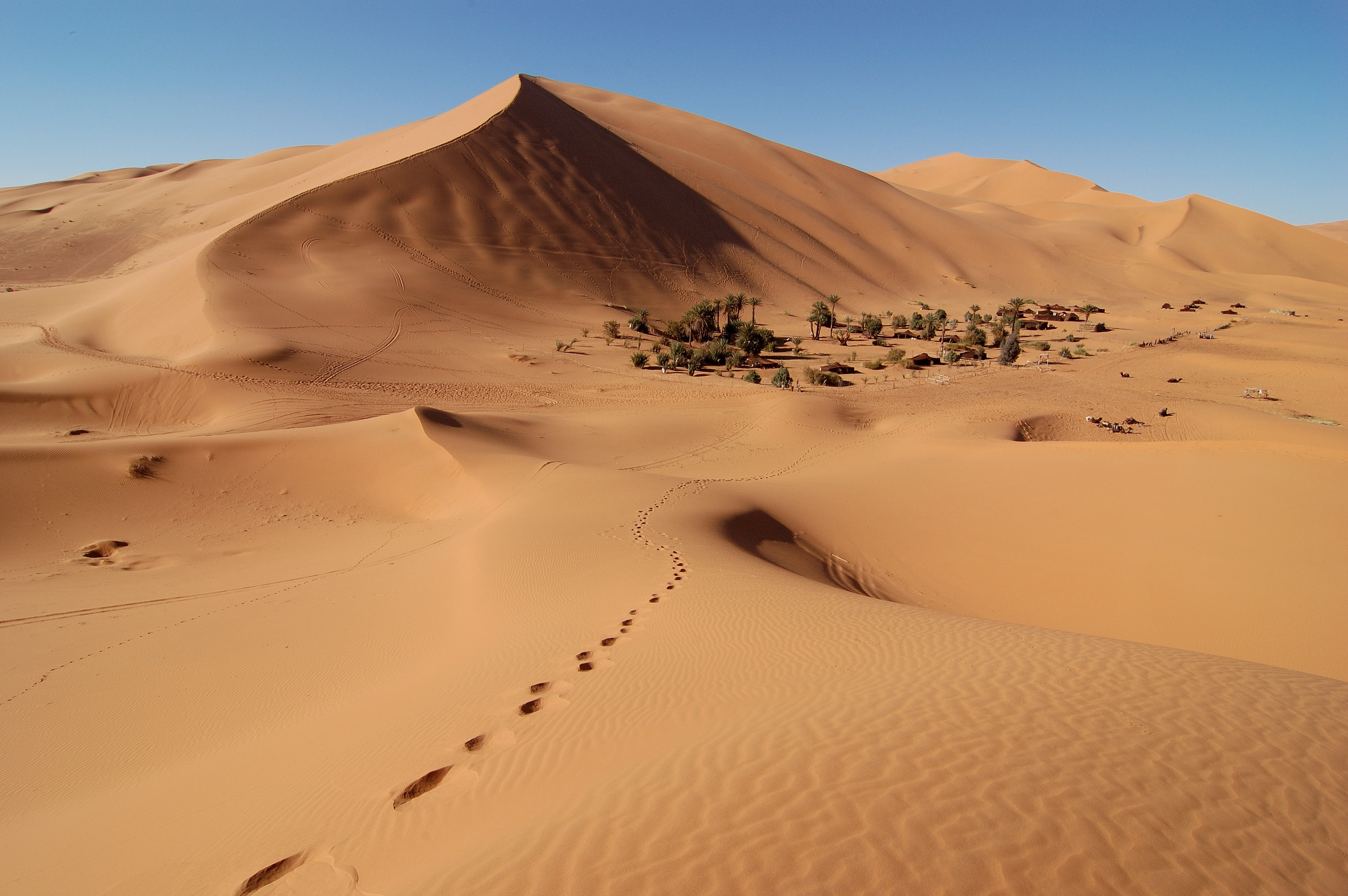
Duinen zijn eolische landvormen.

Een landvorm  of reliëfvorm of terreinvorm is een duidelijk waarneembare vorm van het aardoppervlak. Het is een geomorfologische eenheid die zich onderscheidt van andere landschapselementen door zijn uiterlijke kenmerken en zijn positie binnen het landschap.
Landvormen worden in de geomorfologie beschreven op grond van hun ontstaanswijze. Hierbij zijn de volgende factoren van belang: het moedergesteente, de geomorfologische processen die de vorm hebben gecreëerd, incl. de processen die nu actief zijn en de fase van de ontwikkeling. 

## Enkele voorbeelden van landvormen

Door glaciale of glaciofluviale processen ontstane landvormen.

Landvormen voornamelijk ontstaan door:
1. Stromend water:
  - rivierdalen
  - beekdalen
  - oeverwal
  - meander
  - rivierdelta
  - fluviatiel terras / rivierterras
2. Stromend water en getijdenwerking:
  - kreekrug (hier is ook sprake van antropogene invloed: klink)
  - marien terras
  - strandwal
  - schoorwal
  - tombolo
3. Wind:
  - paraboolduinen
  - lengteduinen
  - sikkelduinen
4. Landijs en/of smeltwater:
  - morene
  - stuwwal
  - drumlin
  - esker
  - sandr (ook wel spoelzandwaaier of smeltwaterwaaier)
  - oerstroomdal
5. Permafrost:
  - polygoonbodem
  - pingo
  - palsa
6. Oplossen van kalksteen (Karst):
  - doline
  - polje
  - verdwijngat
7. Sterke invloed van het moedergesteente,
met daarbij invloeden als
tektoniek, erosie en/of vulkanisme:
  - horst
  - slenk
  - restheuvel
  - bergketens
  - vulkaan
  - gebergte